# Metal Rock
Metal Rock è il primo album in studio dei Vanadium, pubblicato nel 1982 con l'etichetta Durium. Dopo la sua uscita il gruppo intraprese il tour omonimo, con l'aggiunta del chitarrista britannico Alvin Lee.

## Tracce
1. We Want Live with Rock 'n' Roll (Geyrey-Calabras) - 4:04
2. I Never Lost Control (Geyrey-Vostok) - 2:38
3. Heavy Metal (Geyrey-Albert) - 4:31
4. Make Me Feel Better (Geyrey-Vostok) - 3:06
5. Looking for Love (Geyrey-Vostok) - 2:34
6. On Fire (Geyrey-Calabras) - 3:57
7. Running on the Road (Geyrey-Calabras) - 3:19
8. Queen of the Night (Geyrey-Vostok) - 4:38

## Formazione
- Pino Scotto - voce
- Stefano Tessarin - chitarra
- Domenico Prantera - basso
- Lio Mascheroni - batteria
- Ruggero Zanolini - tastiere

### Altri membri
Nota: la formazione sopra indicata è quella storica, poi rimasta invariata per tutti gli anni a seguire. Tuttavia, nell'album Metal Rock, suonano anche i seguenti musicisti, vecchi membri non più facenti parte della band al momento dell'uscita dell'album:
- Claudio Asquini - chitarra
- Gino D'Ermes - chitarra
- Emilio Vettor - chitarra
- Gianni Uboldi - basso
- Amerigo Costantino - batteria
- Fabio Amodio - batteria